# Pittosporum raivavaeense
Pittosporum raivavaeense là một loài thực vật thuộc họ Pittosporaceae. Đây là loài đặc hữu của Polynésie thuộc Pháp.